# Kibatalia maingayi
Kibatalia maingayi là một loài thực vật có hoa trong họ La bố ma. Loài này được (Hook.f.) Woodson mô tả khoa học đầu tiên năm 1936.